# Henryk II z Bancz
Henryk II z Bancz (zm. po 30 sierpnia 1365) – polski duchowny katolicki, biskup lubuski.
Przed wyborem na urząd biskupa sprawował funkcję archidiakona legnickiego. Na biskupa lubuskiego został wybrany przez kapitułę katedralną i prekonizowany 7 stycznia 1353. Ułożył poprawne stosunki z margrabiami brandenburskimi, nawiązując z nimi kontakty kosztem stosunków z Polską. 